# Leopardus pajeros
Pampaskatt (Leopardus pajeros) är en däggdjursart som först beskrevs av Anselme Gaëtan Desmarest 1816.  Leopardus pajeros ingår i släktet Leopardus och familjen kattdjur. Populationens taxonomiska status är omstridd. IUCN listar Leopardus pajeros som synonym till pampaskatt (Leopardus colocolo).

## Underarter
Arten delas in i följande underarter:
- L. p. pajeros
- L. p. budini
- L. p. garleppi
- L. p. steinbachi
- L. p. thomasi

## Bildgalleri

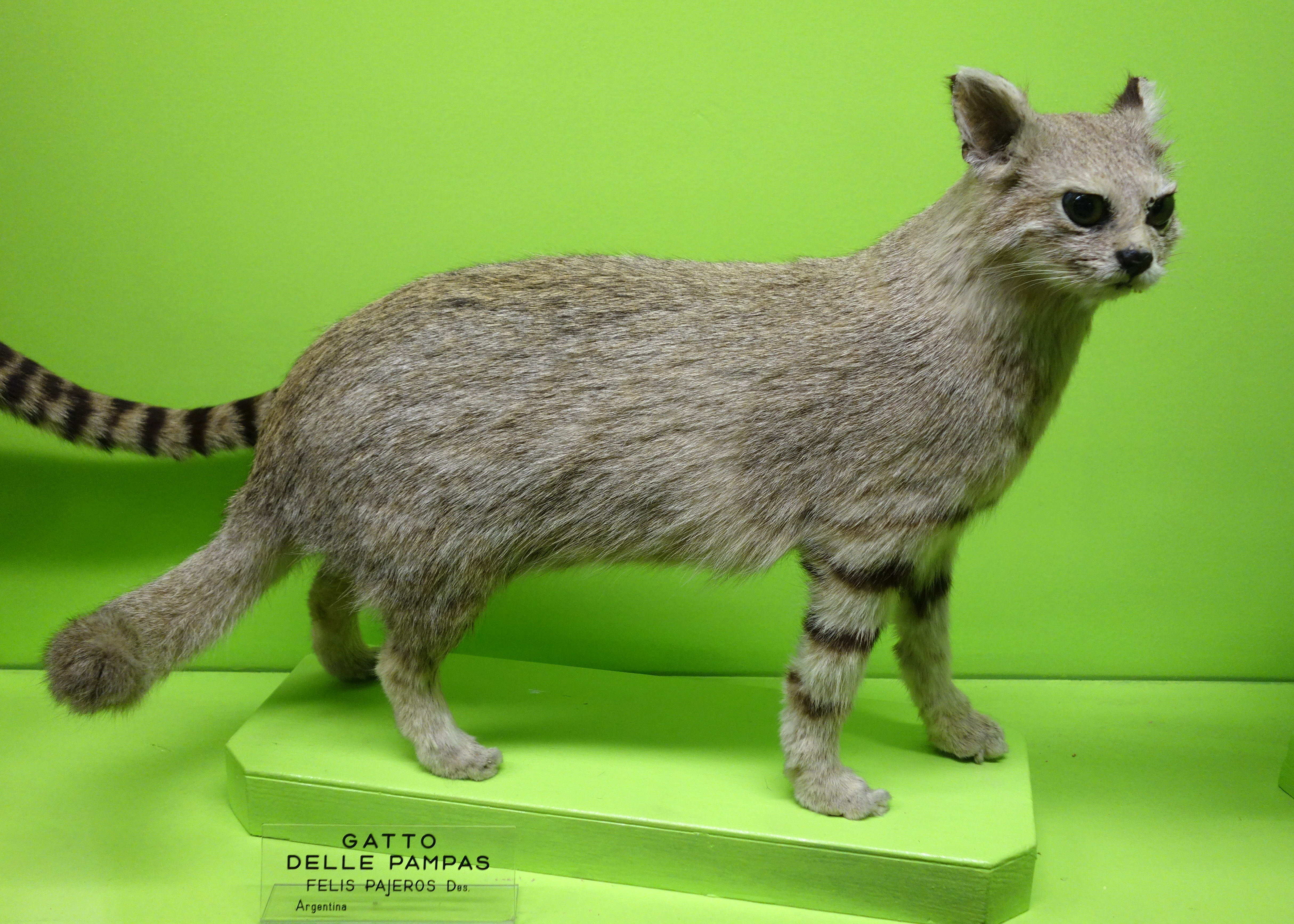
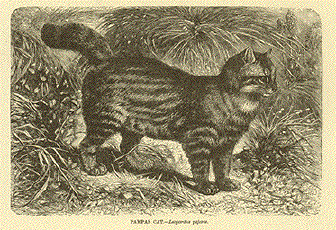